# カジノ (カクテル)
カジノ（英: Casino）はジンをベースとしたカクテル。IBA公認カクテルの1つである。
ジンを1グラス分使用しているためアルコール度数は極めて高い。
他の材料の風味が、ジンのほろ苦さや風味を引き立てる。
レシピ
- ジン - 1グラス分
- マラスキーノ - 1tsp
- オレンジ・ビターズ - 2dash
- レモンジュース - 2dash

作り方
1. 氷を入れたミキシンググラスに材料を入れ、ステアする。
2. カクテルグラスに注ぐ。
3. カクテルピックに刺したマラスキーノ・チェリー、またはカクテルピックに刺したオリーブを飾る。